# Lo estamos pasando muy bien
«Lo estamos pasando muy bien» es la novena pista de la versión chilena de La cultura de la basura del grupo Los Prisioneros y la sexta de la edición latinoamericana del disco. Escrita por Claudio Narea y Miguel Tapia, es la única canción no compuesta por Jorge González que fue incluida en la edición latinoamericana.
La versión latinoamericana de la canción apareció por primera vez en Chile en el álbum recopilatorio Ni por la razón, ni por la fuerza, publicado en 1996 y del que este tema fue su único sencillo.
Los Prisioneros interpretaron la canción en vivo por primera vez en 1988. La volverían a tocar entre 2001 y 2003. Claudio Narea también la tocó junto a Miguel Tapia en vivo y en sus conciertos solistas.

## Canción
Canción burlesca de los discursos de éxito de la propaganda de la dictadura militar del Chile de fines de la década de los ochenta. La canción no cae en el juego de refutar la propaganda ni el «mundo de fantasía» que se veía diariamente por televisión o se desprendía de los discursos políticos, sino que toma todos los panfletos como si fuesen reales, los junta y produce un efecto de utopía de un país idealizado.
Esta canción apareció en la época en que se realizaban las campañas políticas para el plebiscito de 1988 que definiría la permanencia de Pinochet en el poder, por lo que tuvo un alto impacto. Su letra es universal y eso explica su éxito en otros países de Latinoamérica.
En la edición chilena del disco, el tema lo abre un discurso de Jorge González, imitando a un alto dirigente militar, mientras de fondo se escucha una melodía similar al himno nacional chileno:

Damas y caballeros, compatriotas, amigos todos: estamos aquí reunidos para celebrar y dar comienzo al Año Internacional de la Felicidad. Con el lema «soy pobre, pero estoy contento» queremos simbolizar toda una disposición, un ánimo excelente de nuestra gente que, sin duda, desmiente categóricamente todo lo que se ha dicho e inventado sobre nosotros, la noble comarca de Villa Feliz. Y para comenzar esta fiesta, nuestra banda interpretará el himno oficial de la buena onda... ¡esa onda!

Contiene samples de los personajes Pedro Picapiedra y Pablo Mármol de Los Picapiedra, la caricatura favorita de Narea. El diálogo es el siguiente:

—Pedro: ¡Fallar! ¡Fallar! Sigues pensando negativamente, Pablo. Debes pensar positivamente. ¿Entiendes? Posi-tiva-mente.

—Pablo: Correcto, Pedro. Fallaremos «posi-tiva-mente».

Cerca del final de la canción, Narea canta la primera línea del tema «La cultura de la basura».
Menciona el supermercado Almac, actualmente desaparecido.
Claudio Narea volvería a criticar a la sociedad chilena en sus composiciones posteriores «Un lugar lleno de gente» (con Profetas y Frenéticos, 1992) y «Rico el país» (sencillo de su segundo álbum solista El largo camino al éxito, 2006). Además, ha continuado interpretando la canción en muchos conciertos solistas y/o junto a Miguel Tapia (Narea y Tapia).

## Versiones
La canción se encuentra en dos versiones:
- La original que aparece en la versión chilena de La cultura de la basura (1987), cantada por Claudio Narea.
- La versión regrabada especialmente para la edición latinoamericana de La cultura de la basura (1988), cantada por Jorge González, y que luego apareció en la compilación Ni por la razón, ni por la fuerza (1996) como único sencillo promocional.

Asimismo, Miguel Tapia grabó un cover tecno-pop para la banda sonora de la película chilena Vacaciones en familia (2015). Esto convierte a «Lo estamos pasando muy bien» en la única canción de Los Prisioneros que cuenta con versiones cantadas por cada uno de sus tres integrantes originales.

## Videoclip
El videoclip, realizado por Jorge González y Verónica Vega en 1996, contiene escenas de videos caseros del grupo y de algunas presentaciones en vivo; entre ellas, un recital que brindaron para el cierre de la campaña del No, a días del plebiscito nacional de Chile de 1988.

## «Lo estamos pasando muy mal»
«Lo estamos pasando muy mal» es una canción que el grupo quiso poner como cara B del sencillo, pero que no pasó la censura de su sello. Es un spoken word narrado por Jorge González, en el que se describe en primera persona el relato de un agente de los servicios de represión de la dictadura militar (DINA o CNI) que se prepara para asesinar a su víctima, un importante dirigente opositor. El acompañamiento musical corresponde a una mezcla instrumental de la versión original de «Lo estamos pasando muy bien» reproducida mucho más lento de lo normal. Esta canción salió finalmente en el recopilatorio Ni por la razón ni por la fuerza (audio en Youtube).